# Observatório de Hong Kong

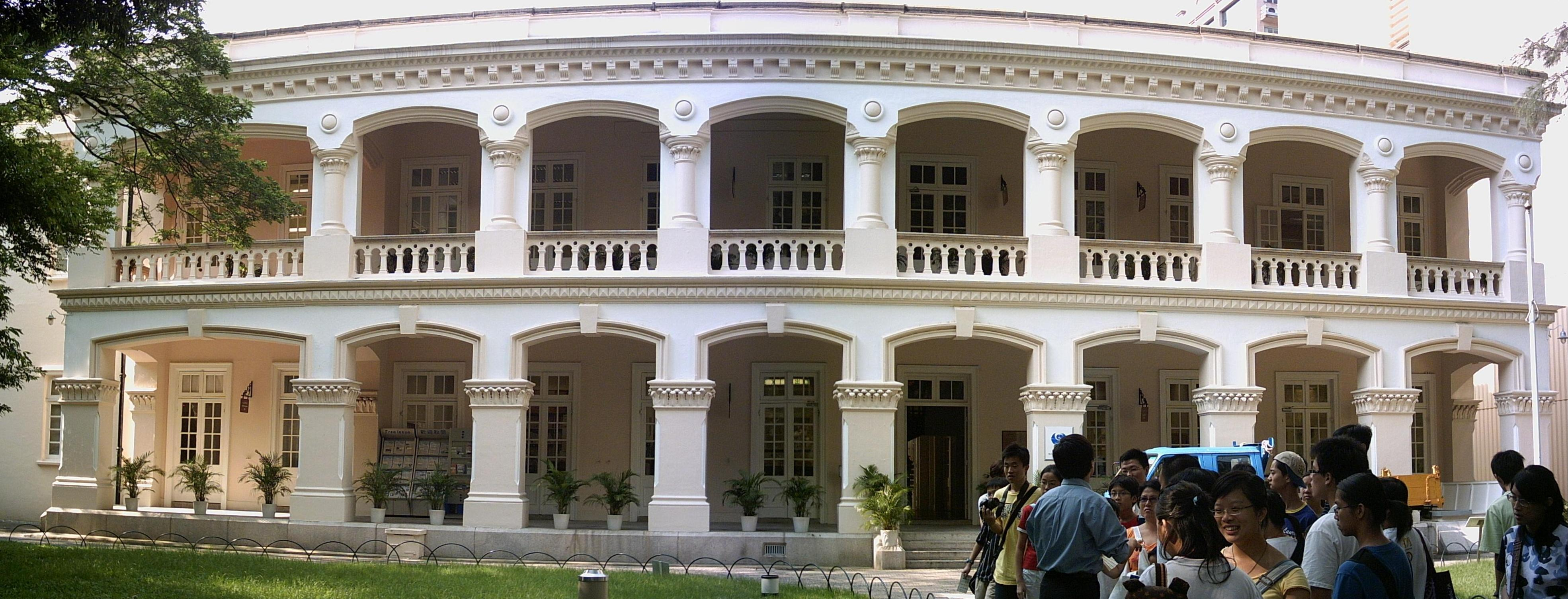
O edifício de 1883

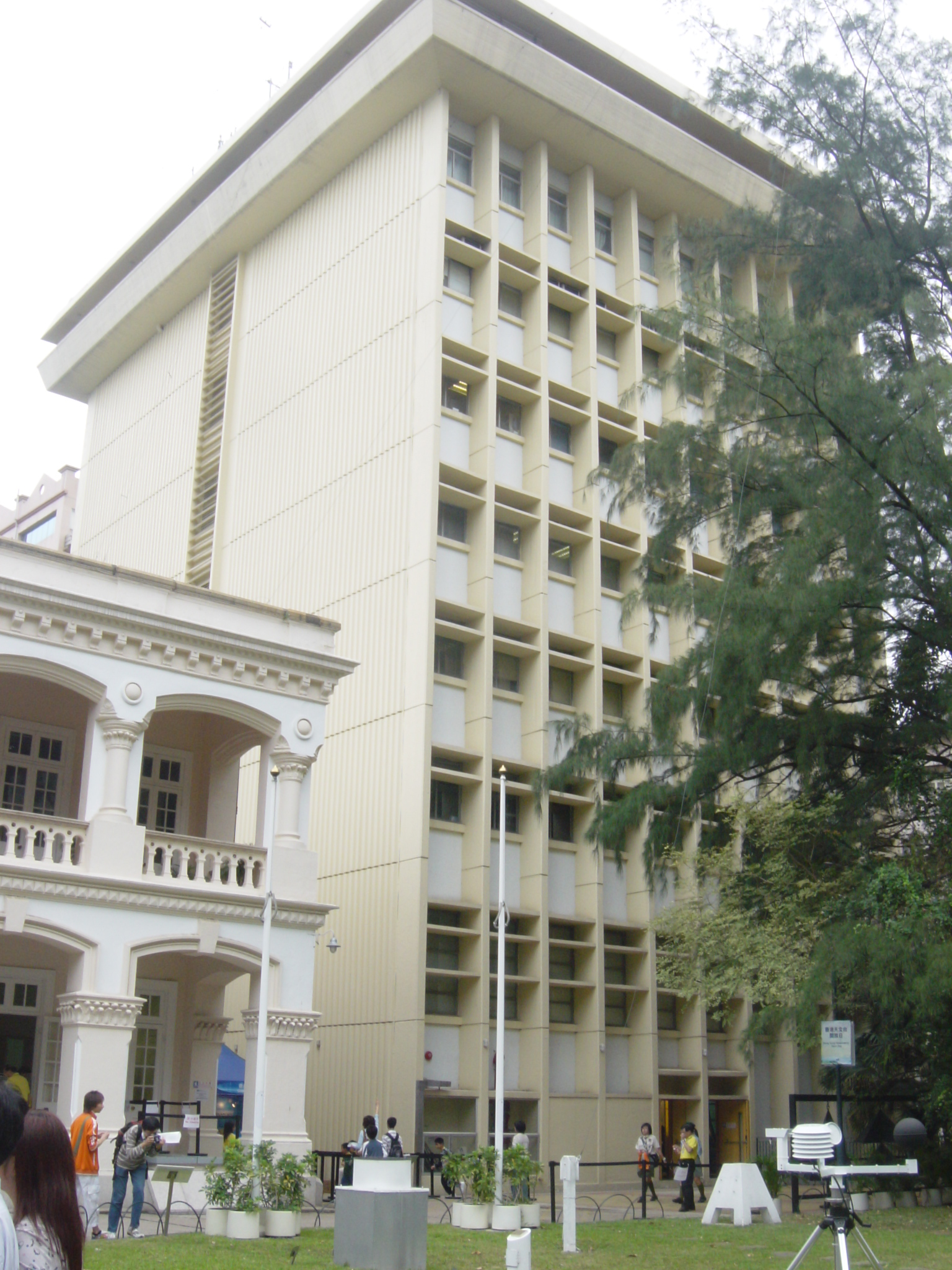
Edifício Centenário do Observatório de Hong Kong

O Observatório de Hong Kong é uma agência de previsão do tempo do governo de Hong Kong.  O Observatório prevê o clima e emite avisos sobre riscos relacionados ao clima.  Ele também monitora e faz avaliações dos níveis de radiação em Hong Kong e fornece outros serviços meteorológicos e geofísicos para atender às necessidades do público e dos setores de transporte, aviação, industrial e engenharia.

## Visão geral
O Observatório foi criado em 1883 como Observatório de Hong Kong por Sir George Bowen, o 9º Governador de Hong Kong, com William Doberck (1852–1941) como seu primeiro diretor. As primeiras operações incluíram observações meteorológicas e magnéticas, um serviço de tempo baseado em observações astronômicas e um serviço de alerta de ciclones tropicais. O Observatório recebeu o nome de Observatório Real de Hong Kong depois de obter uma Carta Real em 1912.  O Observatório adotou o nome e o emblema atuais em 1997, após a transferência da soberania de Hong Kong do Reino Unido para a China.
O Observatório de Hong Kong foi construído em Tsim Sha Tsui, Kowloon em 1883. A estrada do observatório em Tsim Sha Tsui é assim chamada com base neste marco. No entanto, devido à rápida urbanização, agora é cercada por arranha-céus. Como resultado das altas emissões de gases de efeito estufa, o reflexo da luz solar dos prédios e das superfícies das estradas, bem como a vegetação reduzida, sofre um efeito de ilha de calor. Isso foi demonstrado pelo aumento considerável das temperaturas médias registadas pelo Observatório entre 1980 e 2005. Em 2002, o Observatório abriu um centro de recursos no 23º andar da Torre Miramar, nas proximidades, onde o público pode comprar publicações do Observatório de Hong Kong e acessar outras informações meteorológicas.

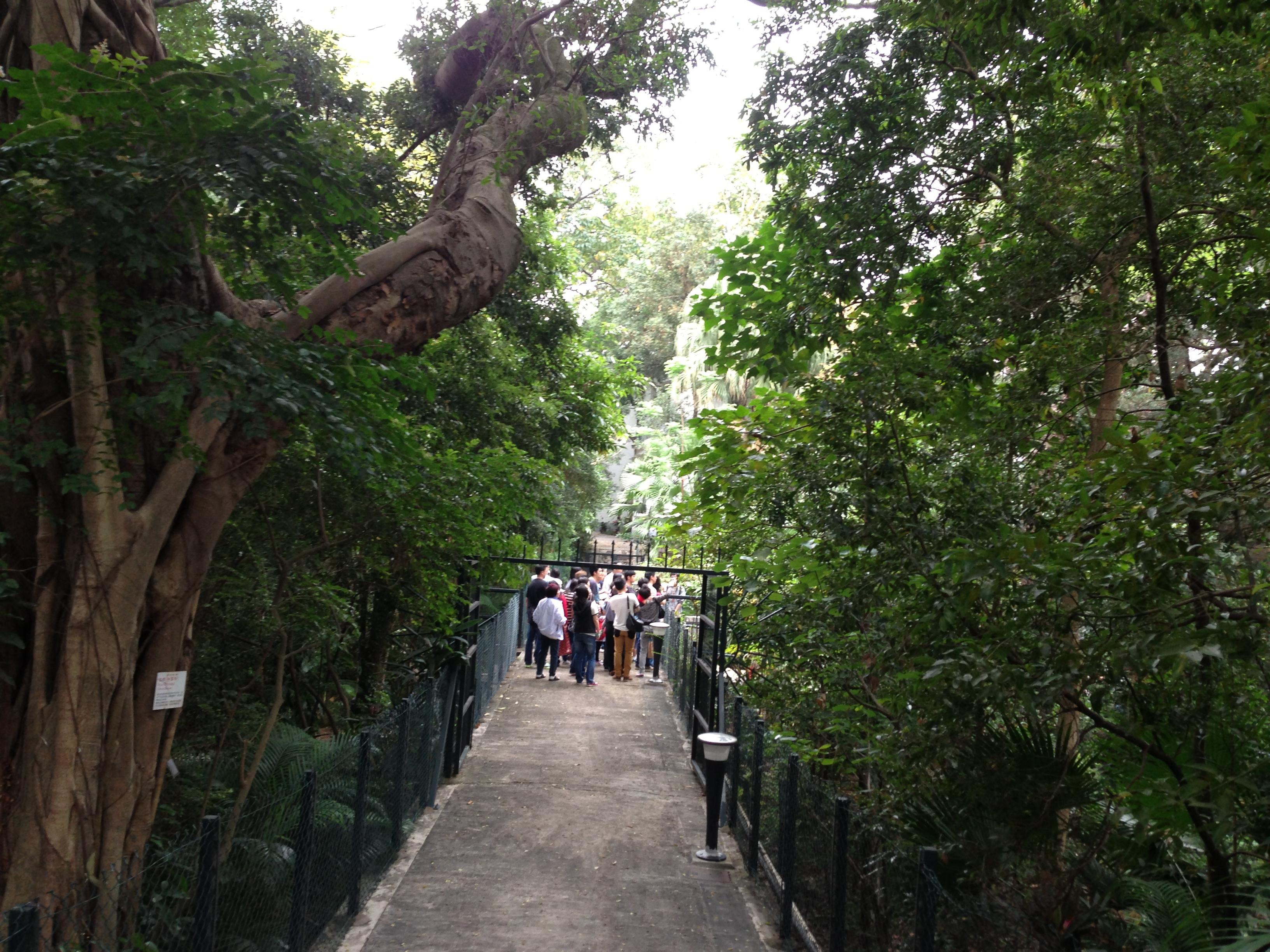
Área do Observatório de Hong Kong

## Edifícios no observatório

### Edifício de 1883
Este edifício, construído em 1883, é uma estrutura rectangular de tijolo rebocado de dois pisos, caracteriza-se por janelas em arco e grandes varandas. Agora abriga o escritório da diretoria e servirá como centro de administração do Observatório. O edifício é um monumento declarado de Hong Kong desde 1984.

### Sede do Observatório de Hong Kong
É ao lado do edifício de 1883; o Centenary Building, usado como sede do Observatório de Hong Kong, foi erguido em 1983 como uma comemoração do serviço centenário do Observatório.

## Diretores
Ao longo dos anos, o observatório foi liderado por:
| #  | Nome                                  | Início da posse         | Fim da posse            | Duração da posse   | Notas                                        |
| -- | ------------------------------------- | ----------------------- | ----------------------- | ------------------ | -------------------------------------------- |
| 1  | Dr. William Doberck                   | 2 de março de 1883      | 12 de setembro de 1907  | 24 anos e 194 dias | - Primeiro Diretor - Diretor mais antigo     |
| 2  | Frederick George Figg                 | 13 de setembro de 1907  | 13 de junho de 1912     | 4 anos e 274 dias  |                                              |

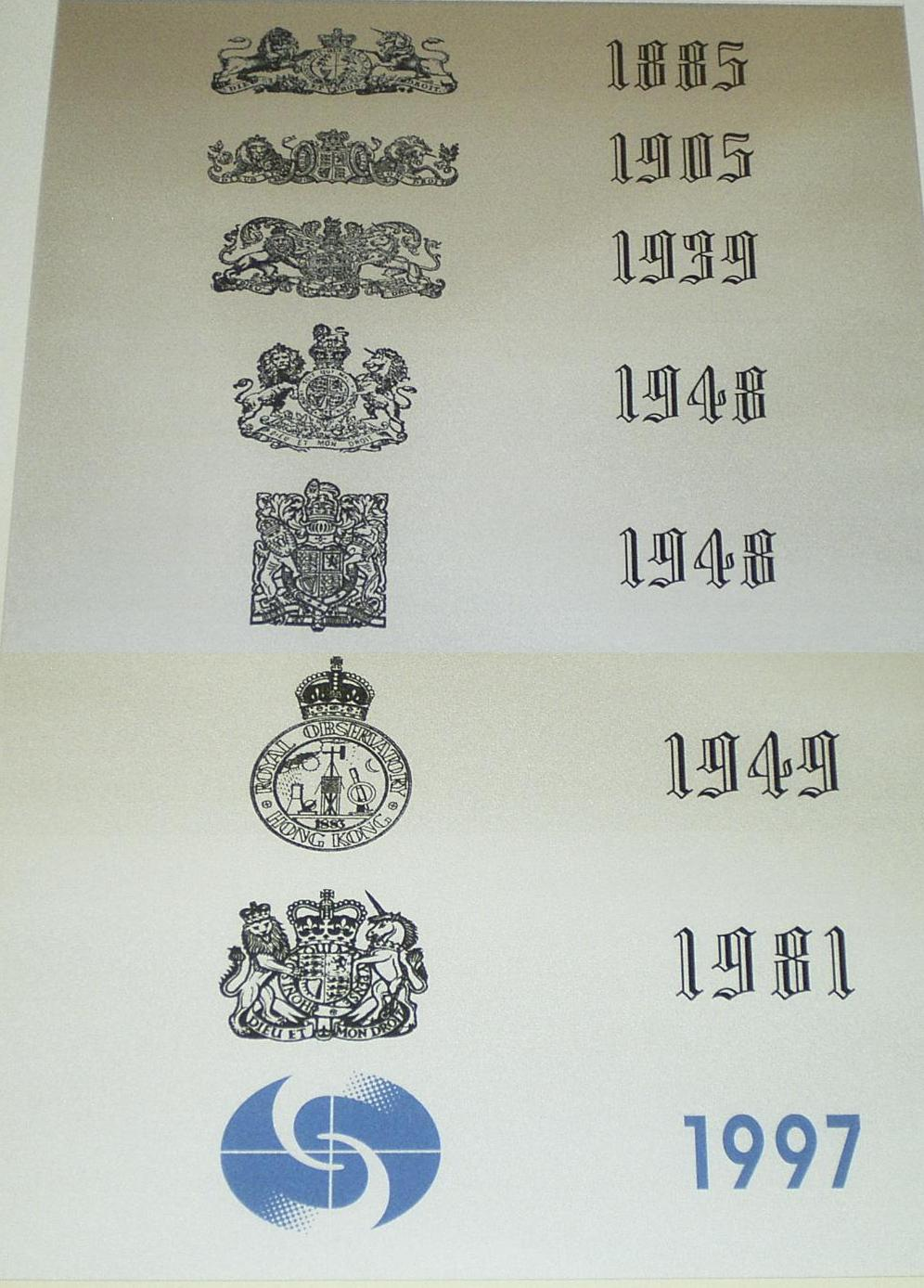
Sinais do Observatório de Hong Kong em diferentes anos.

| 3  | Thomas Folkes Claxton                 | 14 de junho de 1912     | 8 de julho de 1932      | 20 anos e 24 dias  | - Segundo diretor a servir mais de 20 anos   |
| 4  | Charles William Jeffries              | 9 de julho de 1932      | 20 de junho de 1941     | 8 anos e 346 dias  |                                              |
| 5  | Benjamin Davis Evans                  | 21 de junho de 1941     | 30 de abril de 1946     | 4 anos e 313 dias  | - Diretor por ocupação japonesa              |
| 6  | Sr. Graham Scudamore Percival Heywood | 1 de maio de 1946       | 7 de abril de 1956      | 9 anos e 342 dias  |                                              |
| 7  | Dr. Ian Edward Meni Watts             | 8 de abril de 1956      | 23 de agosto de 1965    | 9 anos e 137 dias  |                                              |
| 8  | Sr. Gordon John Bell                  | 24 de agosto de 1965    | 16 de janeiro de 1981   | 15 anos e 145 dias |                                              |
| 9  | Mr. John Edgar Peacock                | 17 de janeiro de 1981   | 14 de março de 1984     | 3 anos e 57 dias   | - Último diretor britânico                   |
| 10 | Patrick Sham Pak                      | 15 de março de 1984     | 25 de maio de 1995      | 11 anos e 71 dias  | - Primeiro diretor chinês local de Hong Kong |
| 11 | Robert Lau Chi-kwan                   | 26 de maio de 1995      | 21 de dezembro de 1996  | 1 ano e 209 dias   |                                              |
| 12 | Dr. Lam Hung-kwan                     | 22 de dezembro de 1996  | 13 de março de 2003     | 6 anos e 81 dias   | - Diretor através da Entrega                 |
| 13 | Sr. Lam Chiu-ying                     | 14 de março de 2003     | 10 de maio de 2009      | 6 anos e 57 dias   |                                              |
| 14 | Dr. Lee Boon-ying                     | 11 de maio de 2009      | 13 de abril de 2011     | 1 ano e 337 dias   |                                              |
| 15 | Sr. Shun Chi-ming                     | 14 de abril de 2011     | 14 de fevereiro de 2020 | 8 anos e 306 dias  |                                              |
| 16 | Dr. Cheng Cho-ming                    | 15 de fevereiro de 2020 | Titular                 |                    |                                              |

## Logotipo do observatório
De 1885 a 1948, o HKO usou o brasão de armas do Reino Unido em vários estilos para seu logotipo, mas em 1949 isso foi alterado para um escudo circular com fotos de ferramentas de observação do clima, com o ano de 1883 na parte inferior e uma coroa de São Eduardo no topo. Em 1981, o logotipo foi alterado para o antigo brasão de armas e, em 1997, com a transferência de soberania sobre Hong Kong, o logotipo atual foi introduzido para substituir os símbolos coloniais.

## Atividades de divulgação e publicidade

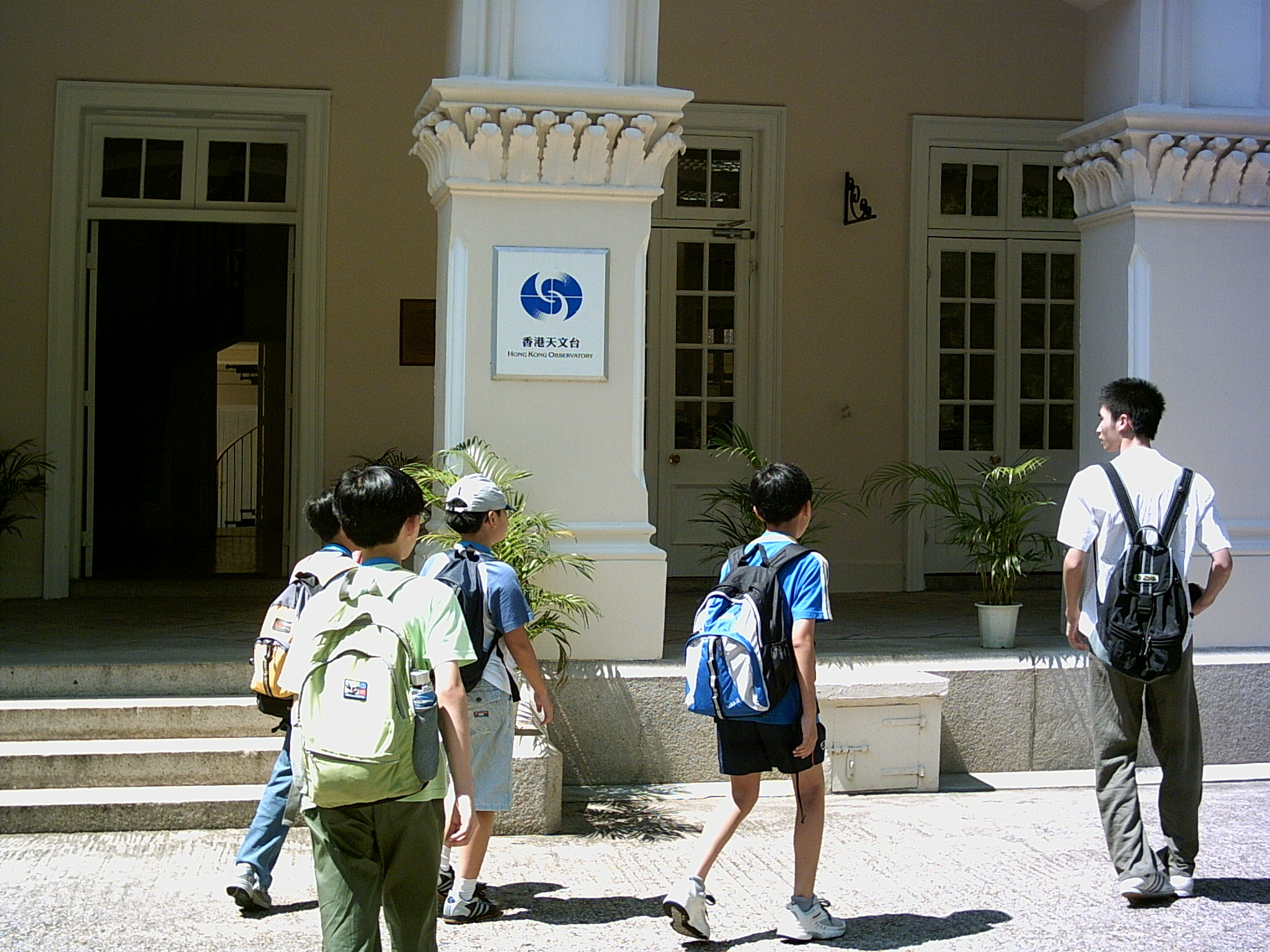
Jovens visitantes no Observatório

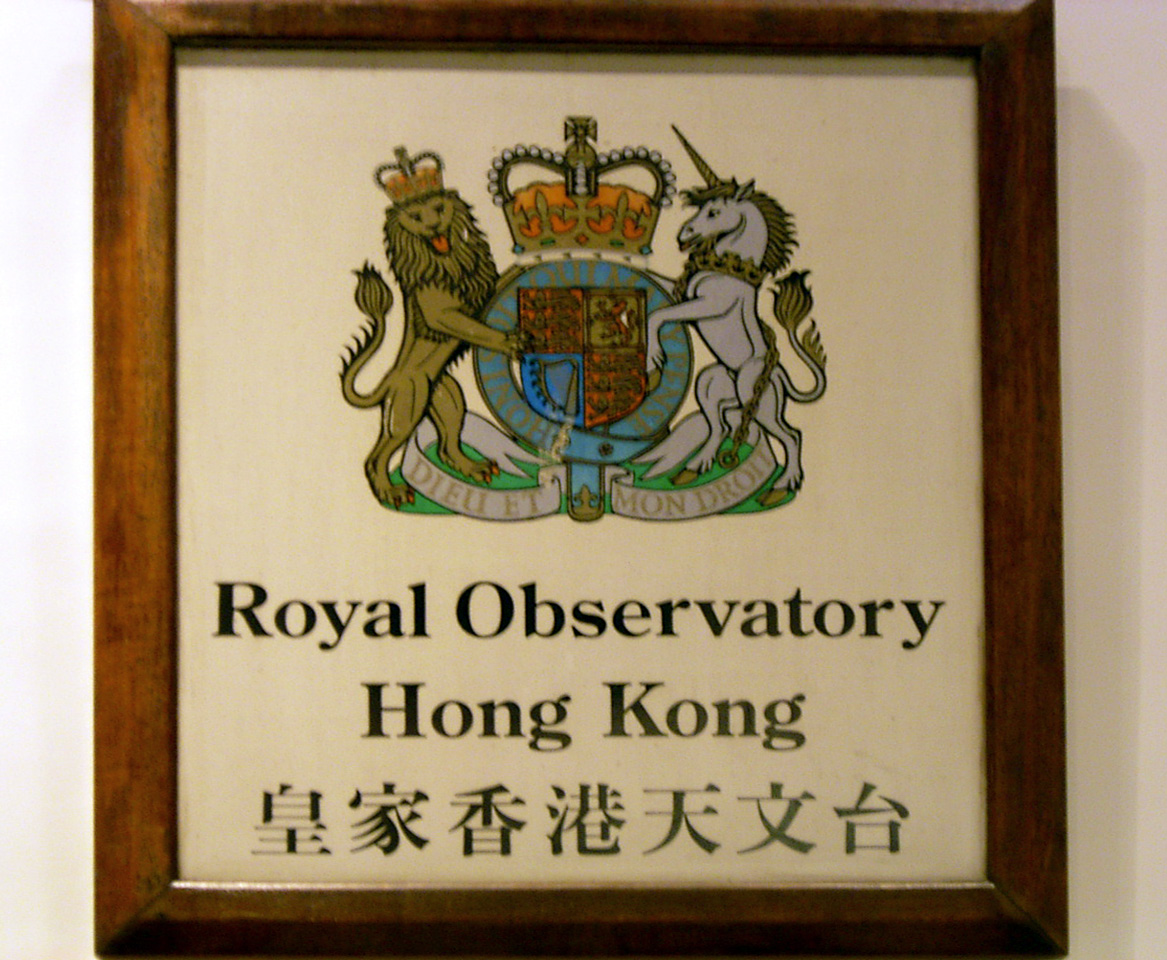
Uma placa com o nome antigo antes de 1997

Os Amigos do Observatório, um grupo de interesse criado em 1996 para ajudar a promover o Observatório de Hong Kong e seus serviços ao público, fornecer atividades de extensão científica em relação aos trabalhos do Observatório e promover a comunicação entre o Observatório e o público, agora possui mais de 7.000 membros individuais e familiares no total. As atividades organizadas para os amigos do observatório incluem palestras regulares sobre ciências e visitas às instalações do observatório. Boletins (nomeados 談天說地) também foram publicados para os membros uma vez a cada quatro meses. Docentes voluntários desse grupo de interesse lideram uma "Visita Guiada HKO" para permitir que o público que solicitou a visita com antecedência visite a sede do observatório e aprenda sobre a história, o meio ambiente e a ciência meteorológica aplicada pelo observatório.
O observatório organiza regularmente visitas para os alunos do ensino médio. Esse programa de extensão foi estendido a estudantes do ensino fundamental, idosos e grupos comunitários nos últimos anos. Também são organizadas palestras na escola primária durante o inverno, quando os funcionários estão menos ocupados com as questões climáticas severas e os monitoramentos. Uma exposição itinerante para o público também foi montada em centros comerciais em 2003. Para promover a compreensão dos serviços prestados pelo observatório e seus benefícios para a comunidade, foram emitidos mais de 50 comunicados de imprensa e 7 briefings de mídia em 2003. De tempos em tempos, o observatório também trabalha em estreita colaboração com as escolas para uma série de eventos, inclusive com a Sociedade de Geografia da PLK Vicwood KT Chong da sexta forma entre 2008 e 2009.